# Nautofon

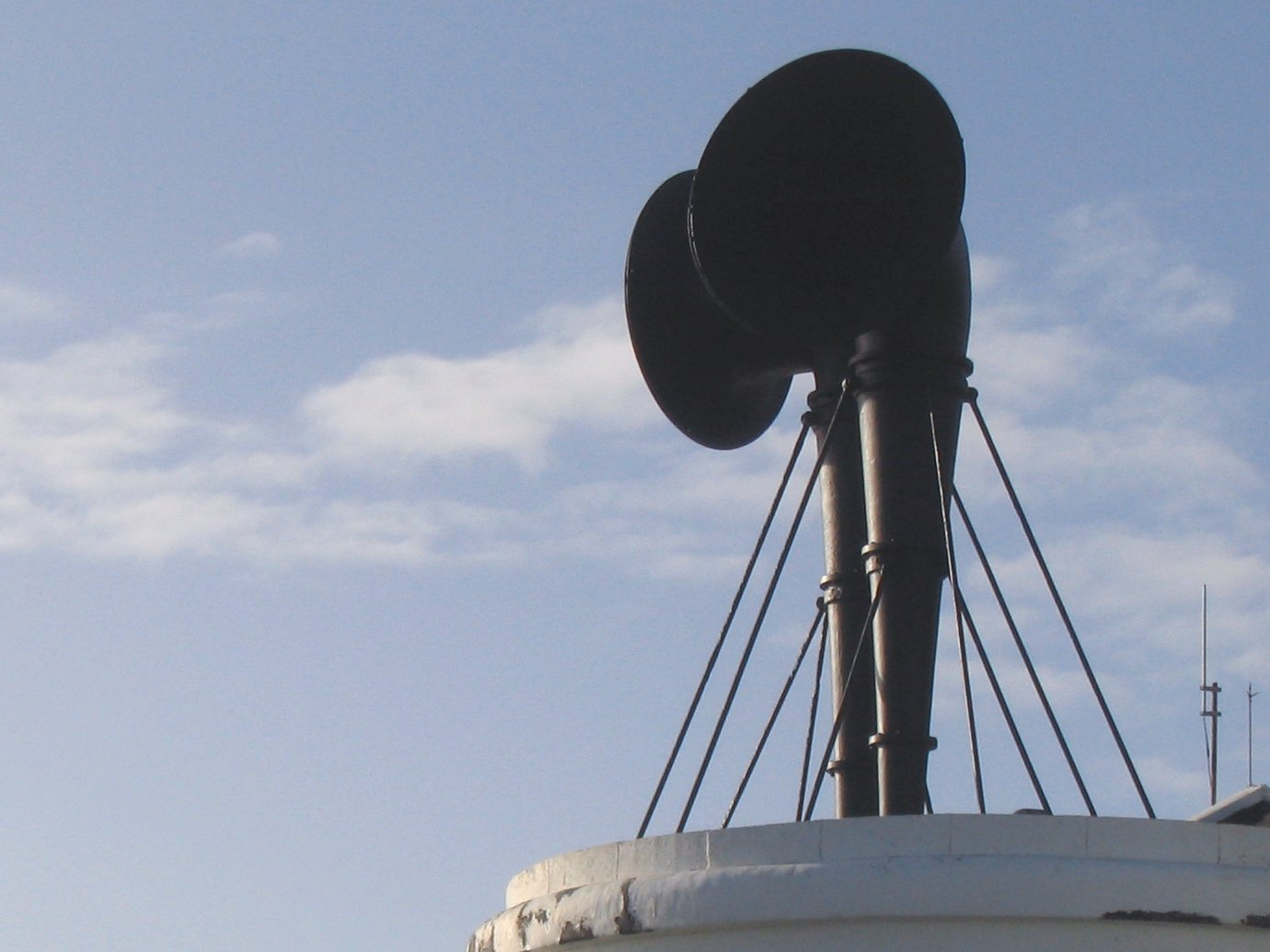
Buczki mgłowe na Lizard Point (Półwysep Kornwalijski)

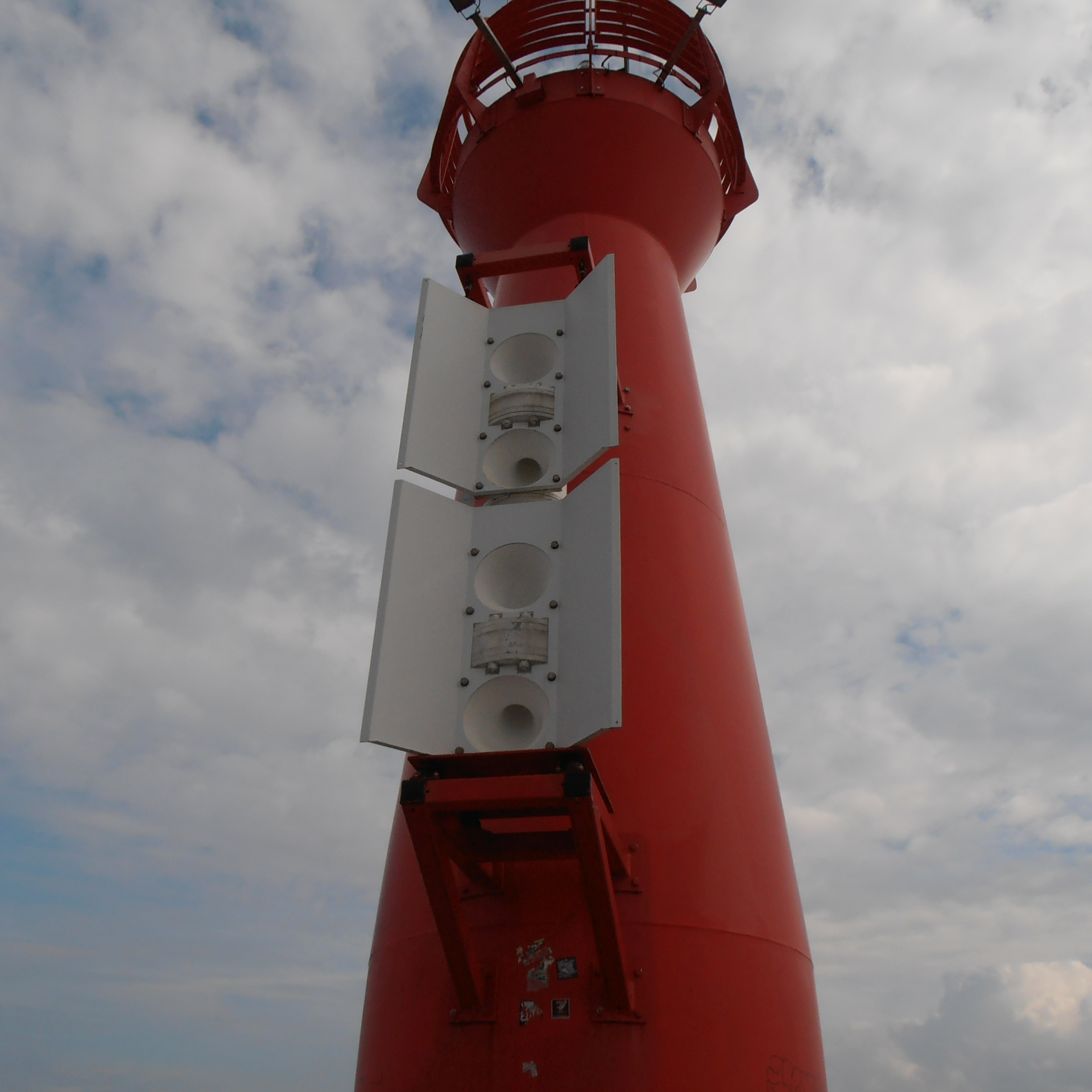
Buczki mgłowe w Kołobrzegu

Nautofon (nazywany też czasami buczkiem mgłowym) – urządzenie stosowane na statkach i stałych znakach nawigacyjnych, służące do nadawania sygnałów dźwiękowych na morzu w czasie mgły. Jego dźwięk słychać w odległości do 20 km.
Dźwięk wytwarzany jest przez membranę pobudzaną do drgań elektromagnesem.